# Plagithmysus polysticus
Plagithmysus polysticus är en skalbaggsart som beskrevs av Perkins 1933. Plagithmysus polysticus ingår i släktet Plagithmysus och familjen långhorningar. Inga underarter finns listade i Catalogue of Life.